# تمثال حورية البحر الصغيرة
حورية البحر الصغيرة (بالدنماركية: Den lille Havfrue)‏ (بالإنجليزية: The Little Mermaid)‏ تمثال حورية البحر الصغيرة تجلس على صخرة في مرفأ كوبنهاغن بالدنمارك. يبلغ طوله 1.25 متر، ويزن حوالي 175 كجم صممه أدوار اريكسن ونصب عام 1913 لاحياء ذكرى حكاية حورية البحر الصغيرة. يعتبر التمثال الصغير والبسيط رمزاً لمدينة كوبنهاغن، ومقصد سياحي رئيسي في المدينة. في العقود الأخيرة، تعرض التمثال للتشويه من قبل المخربين وبعض الناشطين السياسيين.